# Anton Kleinoscheg

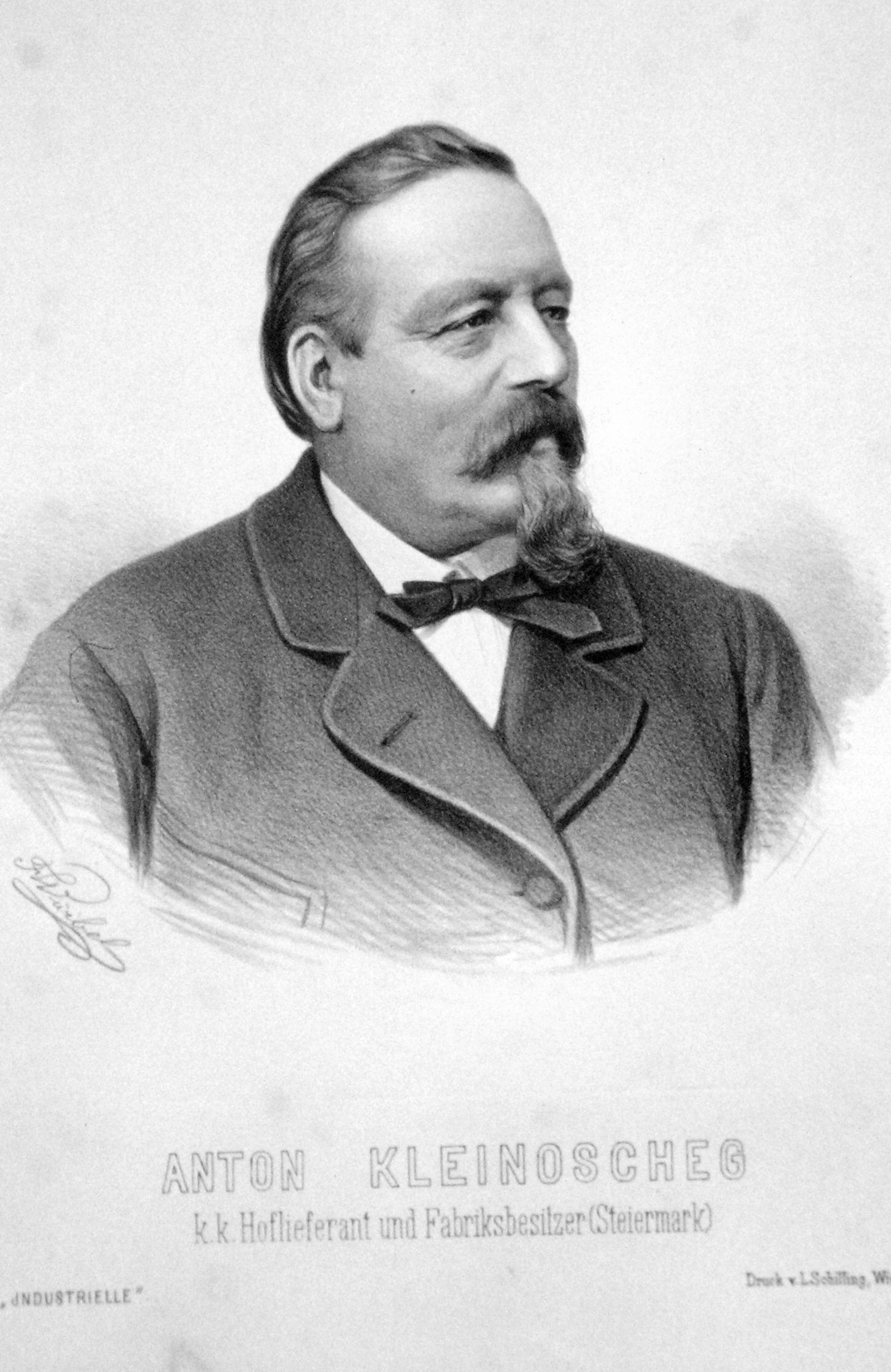
Anton Kleinoscheg (Lithographie von Franz Würbel)

Anton Kleinoscheg (* 5. April 1821 in Radkersburg; † 9. April 1897 in Gösting) war ein steierischer Sektfabrikant.

## Biografie
Anton Kleinoscheg war der Bruder von Johann Kleinoscheg (* 7. März 1818 Oberradkersburg; † 10. November 1896 in Graz), der die Grazer Eskompte-Bank und die Handelsakademie mitbegründete, und der sich um die Stadtverschönerung wie die Hilmteichanlagen, Hilmwarte und die Grazer Schlossbergbahn bemühte. Anton Kleinoscheg war auch der Onkel des Sportpioniers Max Kleinoscheg (1862–1940) sowie Vater von Fritz Kleinoscheg (1878–1920), der ein Pionier des Motorsports war.
Sein Bruder Johann gründete 1848 in Gösting eine kleine Sektfabrik. Nach dessen Ausscheiden  trat Anton dem Unternehmen bei. Gemeinsam mit seinem Bruder Ludwig konnte die Sektfabrik Brüder Kleinoscheg bis dahin außerhalb der Landesgrenzen nicht expandieren, deshalb wurde eine Weinhandlung eingerichtet.
Anton Kleinoscheg besichtigte die französischen Champagnerfabriken im Département Marne, um die Herstellung zu studieren. Mit dem neuen Wissen wurde ab 1853 nach dem Vorbild der in Frankreich üblichen Schnellfabrikation auf eine zweieinhalb bis dreijährige dauernde Herstellungsweise umgestellt. Der Erfolg stellte sich kurz darauf ein; bereits 1855 wurden die ersten Produkte von Kleinoscheg auf der Pariser Weltausstellung ausgezeichnet. Das Unternehmen expandierte weiter. Ab 1865 wurde Anton Kleinoscheg Alleinbesitzer des Sektunternehmens. Die Produkte erhielten Auszeichnungen bei Ausstellungen in Paris, Sydney, Boston, Kalkutta, Melbourne, Wien und diversen weiteren. Für die steirische Wirtschaft wurde das Unternehmen ein wichtiger Faktor. Technische Verbesserungen der Anlagen erfolgten und Handelsverbindungen wurden mit Ostindien, China, Australien, Afrika und Amerika hergestellt.
Anton Kleinoscheg widmete sich mehreren öffentlichen Einrichtungen. Zu den Kunden zählte unter anderem der kaiserliche Hof. Kaiser Franz Joseph I. stattete am 4. Juli 1883 der Sektkellerei einen Besuch ab. Im gleichen Jahr erhielt Anton Kleinoscheg das Ritterkreuz des Franz-Joseph-Ordens.
Ihm zu Ehren wurde die Straße, an der die Sektfabrik Kleinoscheg lag, benannt.